# Commiphora glandulosa
Commiphora glandulosa es una especie de pequeño árbol caducifolio perteneciente a la familia Burseraceae. Es originario de África.

## Descripción
Es un árbol polígamo o dioico con un solo tronco, que alcanza un tamaño de 2-10 m de altura, a veces arbustivo, con la corteza verde amarillenta o grisácea, formando escamas en pequeños pedazos como de papel amarillento, las ramitas jóvenes glabras. Hojas por lo general simples, pero en los brotes largos suelen ser trifoliadas con pequeños volantes laterales, y con largos pelos glandulares en la base, pero por lo demás glabras, de color verde, subsésiles, con el margen crenado-serrado, occasionalmente casi entera, el ápice agudo u obtuso, la base cuneada, lámina de las hojas de 35 x 25 (-45) mm, folíolos laterales elípticos, de 15 (-30) X (4 -) 7 (-15) mm. Inflorescencias en cimas reducidas. Flores bisexuales, a veces unisexuales, hipóginas. Pedicelo 0,5-1 mm de largo, pedicelo y cáliz con grandes pelos glandulares. Estambres 8. Fruto subgloboso, glabro; rugoso con una joroba en la cara inferior convexa; pseudo-arilo rojo, con 4 brazos de igual longitud que llegan casi hasta el ápice.

## Distribución y hábitat
Se encuentra ampliamente distribuido en Namibia, Botsuana y Sudáfrica, donde crece en suelos arenosos, bien drenados en la sabana-bosque. También se registran en Zimbabue, Zambia, Mozambique y Angola.

## Taxonomía
Commiphora glandulosa fue descrita por Hans Schinz y publicado en Bulletin de l'Herbier Boissier, sér. 2, 8: 633. 1908.
Sinonimia
| - Commiphora lugardae N.E.Br. - Commiphora pyracanthoides subsp. glandulosa Wild - Commiphora ruahensis Mattick - Commiphora seineri Engl. - Commiphora thermitaria Lisowski. Malaisse & Symoens |